# رودلف إرنست
رودلف إرنست هو مصرفي سويسري، ولد في 1865، وتوفي في 1956.